# Austroearinus chrysokeras
Austroearinus chrysokeras är en stekelart som beskrevs av Michael J. Sharkey 2006. Austroearinus chrysokeras ingår i släktet Austroearinus och familjen bracksteklar. Inga underarter finns listade.